# Cormoran de Heard
Leucocarbo nivalis
Espèce
Le Cormoran de Heard (Leucocarbo nivalis) est une espèce d'oiseaux de la famille des Phalacrocoracidae. Elle était et est encore souvent considérée comme une sous-espèce du Cormoran impérial (L. atriceps).

## Répartition
Cet oiseau vit sur l'île Heard.